# 玉子屋円辰
玉子屋 円辰（たまごや えんたつ 旧字表記：玉子屋 圓辰、1865年7月27日（慶応元年6月5日） - 1944年（昭和19年）6月19日）は日本の萬歳および音頭取りの芸人。明治末期から昭和初期にかけ、古典芸能であった萬歳をのちの「漫才」につながる近代的な形式の寄席芸能に仕立て直し、多くの後進を育てたことから、「上方漫才中興の祖」「近世漫才の祖」と称される。本名：西本 為吉。

## 来歴
河内国河内郡池島村（のちの大阪府東大阪市）の生まれ。生家は農家。成人して鶏卵の行商をはじめると、河内音頭や江州音頭を歌いながら通りを歩いて鶏卵を売り、評判を取った。音頭取りは俄、講談などと並ぶ当時の大阪の寄席芸の主流であり、そのうち江州音頭は鶴賀鶴年一座や桜川大蔵一座などによるブームの真っ只中だった。そんな中円辰は、1897年ごろから元の商売にちなんだ亭号の「玉子屋 為吉」を名乗り、プロの芸人に転じて大阪市内の寄席で萬歳や音頭を演じて人気を博した。
のちに名を為丸と改め、嵐伊六の斡旋で名古屋に巡業し、尾張万歳の分流である「伊六萬歳」の名手・平松佐助に入門。盆踊り唄や「三曲萬歳（胡弓・鼓・三味線による賑やかな萬歳の形式）」をもとにした、2人組による独自の形式を作った。軽口とならび、のちのしゃべくり漫才につながる基本形のルーツとされる。
1904年に円辰と改名。体が大きく、「煙突」という異名だったことにちなむという。1905年、大阪の天満天神近くで「名古屋萬歳」の看板を揚げた常打の小屋を立ち上げた。ただしのちに砂川捨丸の人気を意識し、看板を「関西萬歳」と改めている。大きな一門を形成し、しゃべくり漫才の成立に寄与する多くの弟子を育てた（後述）。
晩年は弟子を連れ全国各地を巡業して回ったほか、「円辰入道」を名乗り、何度も引退興行を開くなどした。晩年は寄席から忘れられ、古典萬歳よろしく門付で生計を立てていたとされる。

## 名跡
円辰のひ孫が音頭取り「2代目玉子家円辰」を襲名し、東大阪を中心に活動している（2014年現在）。

## 弟子、一門および教えを受けた芸人
円辰は出身地近くの地名にちなみ、一部の弟子に「荒川」の亭号を与えた（最初に名づけられた荒川浅丸の出身地という説もある）。
- 荒川浅丸・千恵楽[1]
  - 荒川千成
    - 若井はんじ・けんじ（もと荒川福児・笑児）
    - 松原勝美
    - 広多成三郎

  - 荒川芳丸・芳香
    - 2代目荒川芳香
    - 荒川助八
    - 荒川歌江
    - 荒川キヨシ・小唄志津子
    - 浪花政江
    - 荒川芳政
    - 荒川光子・天楽（光子はのち、道頓堀角座のお囃子）
    - 夢路いとし・喜味こいし（もと荒川芳博・芳坊）
    - 荒川九州男（ばってん荒川の父）
    - 人生幸朗・生恵幸子（人生幸朗は入門当時荒川芳蔵）
    - 磯乃芳明・あけみ
    - 辻一夫・堤早苗
- 河内家（荒川）芳春・玉子家千代鶴
  - 2代目河内家芳春
    - 尾乃道子（もと河内家美代次）
    - ミスワカナ（初代）・玉松一郎（初代ミスワカナは入門当時河内家小芳）

  - 河内家鶴春
    - 望月凡太

  - 河内家広春
    - 初代河内家光司

  - 河内文春（もと河内家文春）
- 玉子家辰丸・小春[1]
  - 玉子家辰円・玉川あい子
  - 桂喜代楽・愛子 - 東京萬歳
- 玉子家彌多丸[1]
- 初代菅原家千代丸[1]
  - 2代目菅原家千代丸
  - 菅原家忠々
    - 菅原家忠丸
    - ミススリー

  - 菅原家由良丸
  - 菅原家妻吉
- 玉子家末丸
- 玉子家源丸[1]
  - 玉子家源七
  - 玉子家三勝
  - 花菱〆吉・花柳貞奴
- 荒川小芳（内海好江の父） - 東京萬歳
- 玉子家勇若
- 玉子家政夫・しの武
- 玉子家勇子・虎男
- 荒川芳子
- 荒川絹江・團治
- 荒川寿賀若・芳一
- 荒川清丸・玉奴[4] - 東京萬歳
- 玉子家利丸 - 東京萬歳